# Chrysostomos Michaīl
Chrysostomos Michaīl (in greco: Χρυσόστομος Μιχαήλ; Nicosia, 26 maggio 1977) è un allenatore di calcio ed ex calciatore cipriota, di ruolo centrocampista, tecnico del Karmiotissa.

## Carriera

### Club
Michaīl esordisce con la maglia dell'AEL Limassol nel 1997. Nel 2003 si trasferisce all'APOEL.

### Nazionale
Dal 2000 al 2011 ha giocato con la nazionale cipriota, con cui ha segnato 7 gol in 69 presenze.

## Palmarès
- Campionato cipriota: 4

APOEL: 2004, 2007, 2009, 2011
- Supercoppa di Cipro: 2

APOEL: 2004, 2008
- Coppa di Cipro: 3

APOEL: 2006, 2008, 2009